# The Stargate Project
The Stargate Project (рус. Проект Звездные врата) — американская компания, занимающаяся разработками в области искусственного интеллекта, созданная OpenAI, SoftBank, Oracle и MGX. К 2029 году планируется инвестировать до 500 миллиардов долларов в инфраструктуру ИИ. О создании компании было объявлено 21 января 2025 года президентом США Дональдом Трампом. Председателем компании стал Масаёси Сон.

## История
Компания была представлена на пресс-конференции в Белом доме 21 января 2025 года. Её представил президент США Дональд Трамп, а также Сэм Альтман из OpenAI, Ларри Эллисон из Oracle и Масаёси Сон из SoftBank.
Компания была основана с первоначальными инвестициями в размере 100 миллиардов долларов, которые могут увеличиться до 500 миллиардов долларов к 2029 году. Проект включает в себя масштабное строительство центров обработки данных и другой вычислительной инфраструктуры, необходимой для поддержки развития ИИ, чтобы сохранить преимущество перед Китаем.
Штаб-квартира компании будет находиться в центрах обработки данных в Техасе, а позже будет расширена в другие штаты. Трамп заявил, что он будет использовать исполнительные указы для содействия развитию инфраструктуры компании, и что начало реализации проекта приведет к созданию более 100 000 рабочих мест «практически сразу». Альтман отметил, что SoftBank возьмет на себя «финансовую ответственность» за компанию, а OpenAI будет отвечать за «операционную деятельность».
OpenAI и Microsoft начали разработку ИИ-суперкомпьютера под названием «Stargate» в 2024 году.

## Цели
Основная цель проекта — укрепить лидерство США в области ИИ, обеспечив технологический суверенитет и снизив зависимость от иностранных поставщиков облачных услуг. Планируется, что Stargate станет основой для развития общего искусственного интеллекта (AGI), способного решать комплексные задачи в таких областях, как здравоохранение, оборона и экономика.
Одним из ключевых направлений проекта является создание сети мега-дата-центров, которые будут обеспечивать вычислительные мощности для обучения и развёртывания крупных языковых моделей, подобных GPT-4, а также более продвинутых систем. По словам Ларри Эллисона из Oracle, ИИ-системы, разработанные в рамках Stargate, смогут, например, автоматизировать создание персонализированных мРНК-вакцин против рака всего за 48 часов, что открывает новые горизонты для медицины.
Проект также позиционируется как инструмент экономического роста. Ожидается, что он создаст более 100 000 рабочих мест в сферах строительства, энергетики и IT, что станет значительным вкладом в политику «реиндустриализации» США.
С геополитической точки зрения Stargate рассматривается как ответ на растущее влияние Китая в сфере ИИ. Проект призван обеспечить технологическое превосходство США, в том числе через интеграцию ИИ в военные системы, что, по мнению экспертов, может изменить баланс сил в киберпространстве и на поле боя.

## Критика
Проект Stargate столкнулся с серьёзными сомнениями со стороны экспертов и участников индустрии. Финансовая реалистичность инициативы подверглась жёсткой оценке: Илон Маск заявил, что заявленные инвестиции в 500 млрд. не соответствуют реальным возможностям участников, указав, что у SoftBank «нет и 10 млрд.» подтверждённых средств. OpenAI опровергла эти утверждения, но детали финансирования остаются неясными — например, Microsoft, несмотря на партнёрство, не вошла в ядро консорциума, что порождает вопросы о распределении ресурсов.
Эксклюзивный доступ OpenAI к инфраструктуре Stargate, вызывает опасения о монополизации рынка и подавлении конкуренции, что может замедлить инновации в отрасли. Сравнение Stargate с «Манхэттенским проектом» подчёркивает его масштаб, но также вызывает опасения по поводу концентрации власти в руках технологических корпораций и ускорения гонки технологий без должного контроля, что может привести к непредсказуемым последствиям, включая угрозы безопасности и социальное неравенство.
Энергетические требования проекта также критикуются: каждый из 10 техасских дата-центров потребляет не менее 50 МВт, что создаёт нагрузку на и без того перегруженную сеть ERCOT. Несмотря на заявления об использовании возобновляемых источников, администрация Трампа временно приостановила одобрение ветряных проектов, усугубляя энергетические риски.
Этические аспекты вызывают тревогу у европейских аналитиков. Отмена указа президента Байдена № 14110 от 30 октября 2023 года и ряда других нормативных актов, включая требования безопасности ИИ, повышает риски непреднамеренных последствий, таких как утечки данных или разработка опасных приложений AGI. Кроме того, интеграция ИИ в военные системы, как отмечает Politico, может спровоцировать новую гонку вооружений в киберпространстве.
Экономические прогнозы также неоднозначны: хотя проект обещает создать 100 тысяч рабочих мест, эксперты предупреждают, что автоматизация на базе AGI способна привести к массовым сокращениям в других секторах, а рост цен на облачные услуги (например, на 45% от Microsoft) уже отражает давление на рынок.